# Romano Fenati

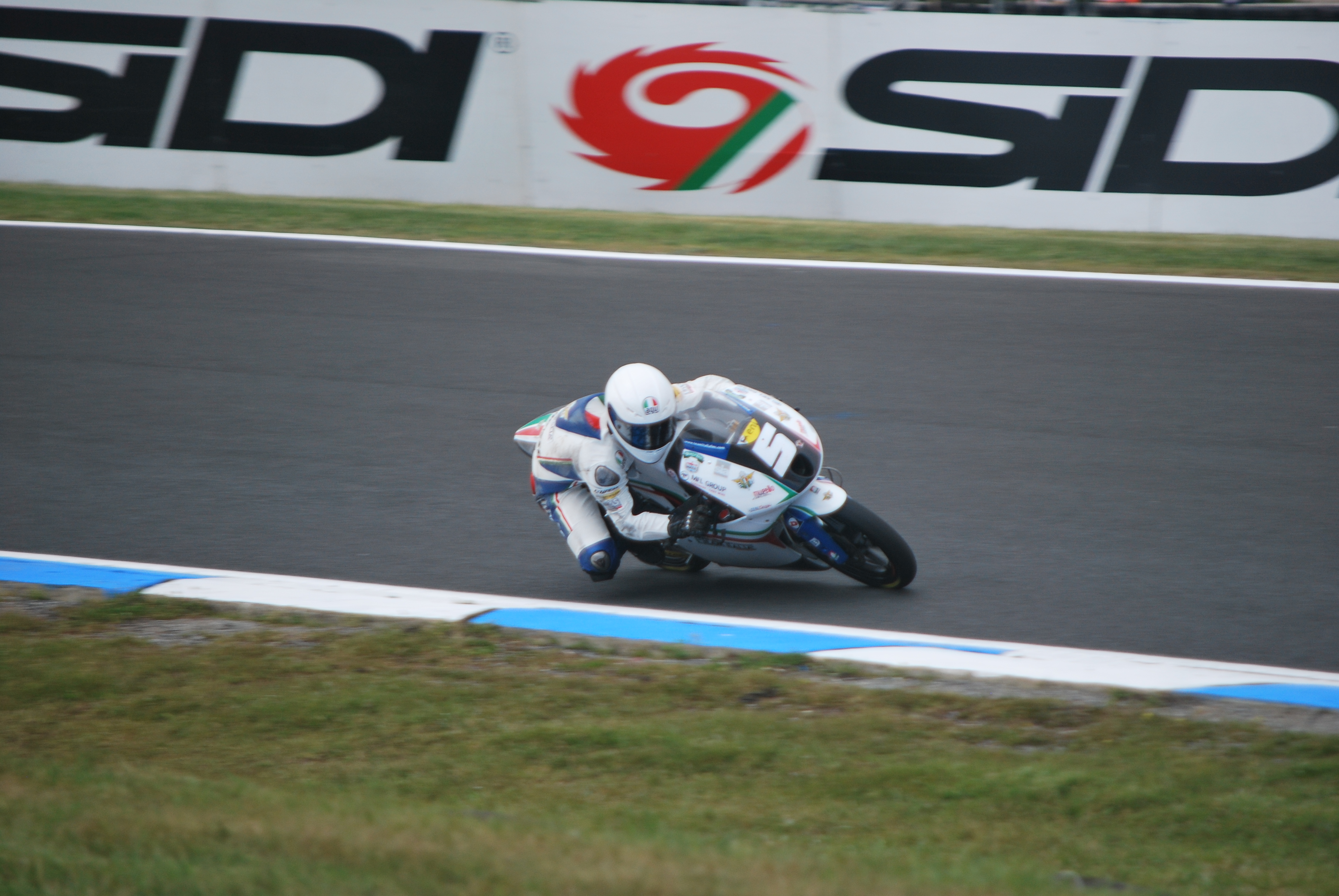
Romano Fenati op het Phillip Island Grand Prix Circuit in 2012.

Romano Fenati (Ascoli Piceno, 15 januari 1996) is een Italiaans motorcoureur.

## Carrière
In 2011 won Fenati de 125cc-klasse van het Europees kampioenschap wegrace. In 2012 debuteerde hij in het wereldkampioenschap wegrace in de Moto3-klasse op een FTR Honda. Tijdens zijn eerste race in Qatar behaalde hij meteen de tweede plaats, om in de volgende race in Jerez zijn eerste Grand Prix te winnen. Hiermee werd hij de eerste coureur sinds Noboru Ueda in 1991 die op het podium stond in zijn eerste twee Grands Prix. Later behaalde hij ook podiumplaatsen in Italië en San Marino om het seizoen als zesde af te sluiten. 2013 werd een enigszins teleurstellend jaar, aangezien hij geen enkele keer op het podium stond. In 2014 stapte hij over naar een KTM bij het team van Valentino Rossi en won hij de Grands Prix van Argentinië, Spanje, Italië en Aragón, waardoor hij op een vijfde plaats in het klassement eindigde. In 2015 won hij de Grand Prix van Frankrijk en behaalde zijn beste resultaat in het kampioenschap met een vierde plaats achter Danny Kent, Miguel Oliveira en Enea Bastianini.
In 2016 won Fenati de Grand Prix van de Amerika's en behaalde poleposition in zijn thuisrace. Na de kwalificatie van de Grand Prix van Oostenrijk werd hij echter op non-actief gesteld door het team om disciplinaire redenen. Op 16 augustus werd hij per direct uit het team gezet, waardoor een geplande overstap naar de Moto2-klasse in 2017 eveneens werd geschrapt.
In 2018, tijdens de Moto2-race op het circuit van San Marino, raakte Fenati in gevecht met Stefano Manzi. In bocht 14 week Manzi van zijn lijn af, waarbij hij Fenati, op dat moment bij Manzi in de buitenbocht, mee naast de baan drukte, tot grote woede van Fenati. Enige tijd later reden de twee coureurs vlak naast elkaar op een recht stuk, waarbij Fenati plots de remhendel van Manzi bediende. De actie leverde Fenati direct een diskwalificatie voor de race op en hij werd door Marinelli Snipers Team een dag na de race ontslagen. Uiteindelijk besloot Fenati, na alle ophef, geheel te stoppen als motorcoureur.
Tegen de verwachting in keert de controversiële Romano Fenati in 2019 toch terug in de Grand Prix-paddock. De Italiaan moet "vanaf nul beginnen" en keert in 2019 terug in de Moto3-klasse met de Marinelli Snipers-formatie.

## Statistieken

### Grand Prix

#### Per seizoen
| Seizoen | Klasse | Motor      | Team                        | Races | Winst | Podiums | Poles | SR | Ptn  | Pos |
| ------- | ------ | ---------- | --------------------------- | ----- | ----- | ------- | ----- | -- | ---- | --- |
| 2012    | Moto3  | FTR Honda  | Team Italia FMI             | 17    | 1     | 4       | 0     | 2  | 136  | 6e  |
| 2013    | Moto3  | FTR Honda  | San Carlo Team Italia       | 17    | 0     | 0       | 0     | 0  | 73   | 10e |
| 2014    | Moto3  | KTM        | Sky Racing Team VR46        | 18    | 4     | 6       | 0     | 3  | 176  | 5e  |
| 2015    | Moto3  | KTM        | Sky Racing Team VR46        | 18    | 1     | 3       | 1     | 1  | 176  | 4e  |
| 2016    | Moto3  | KTM        | Sky Racing Team VR46        | 9     | 1     | 2       | 2     | 2  | 93   | 10e |
| 2017    | Moto3  | Honda      | Marinelli Rivacold Snipers  | 18    | 3     | 8       | 1     | 2  | 248  | 2e  |
| 2018    | Moto2  | Kalex      | Marinelli Snipers Moto2     | 12    | 0     | 0       | 0     | 0  | 14   | 21e |
| 2019    | Moto3  | Honda      | VNE Snipers                 | 16    | 1     | 1       | 0     | 2  | 76   | 16e |
| 2020    | Moto3  | Husqvarna  | Sterilgarda Max Racing Team | 15    | 1     | 1       | 0     | 1  | 77   | 14e |
| 2021    | Moto3  | Husqvarna  | Sterilgarda Max Racing Team | 18    | 1     | 4       | 3     | 1  | 160  | 5e  |
| 2022    | Moto2  | Boscoscuro | Speed Up Racing             | 6     | 0     | 0       | 0     | 0  | 7    | 27e |
| 2023    | Moto3  | Honda      | Rivacold Snipers Team       | 15    | 0     | 0       | 0     | 0  | 35   | 20e |
| Totaal  | Totaal | Totaal     | Totaal                      | 179   | 13    | 29      | 7     | 14 | 1271 |     |

#### Per klasse
| Klasse | Seizoenen                  | 1e GP      | 1e podium  | 1e winst    | Races | Winst | Podiums | Poles | SR | Ptn  | Kampioen |
| ------ | -------------------------- | ---------- | ---------- | ----------- | ----- | ----- | ------- | ----- | -- | ---- | -------- |
| Moto3  | 2012-2017, 2019-2021, 2023 | Qatar 2012 | Qatar 2012 | Spanje 2012 | 161   | 13    | 29      | 7     | 14 | 1250 | 0        |
| Moto2  | 2018, 2022                 | Qatar 2018 |            |             | 18    | 0     | 0       | 0     | 0  | 21   | 0        |
| Totaal | 2012-2023                  | 2012-2023  | 2012-2023  | 2012-2023   | 179   | 13    | 29      | 7     | 14 | 1271 | 0        |

#### Races per jaar
(vetgedrukt betekent pole positie; cursief betekent snelste ronde)
| Jaar | Klasse | Motor      | 1       | 2       | 3       | 4       | 5       | 6       | 7       | 8       | 9       | 10      | 11     | 12      | 13      | 14      | 15     | 16      | 17      | 18      | 19     | 20     | Pos | Ptn |
| ---- | ------ | ---------- | ------- | ------- | ------- | ------- | ------- | ------- | ------- | ------- | ------- | ------- | ------ | ------- | ------- | ------- | ------ | ------- | ------- | ------- | ------ | ------ | --- | --- |
| 2012 | Moto3  | FTR Honda  | QAT 2   | SPA 1   | POR DNF | FRA DNF | CAT 9   | GBR 7   | NED 12  | DUI 24  | ITA 2   | INP 5   | TSJ 8  | SMR 3   | ARA DNF | JPN 10  | MAL 20 | AUS 6   | VAL 18  |         |        |        | 6   | 136 |
| 2013 | Moto3  | FTR Honda  | QAT 15  | AME DNF | SPA 9   | FRA 7   | ITA DNF | CAT 15  | NED 14  | DUI 13  | INP 9   | TSJ 18  | GBR 12 | SMR 10  | ARA 8   | MAL 9   | AUS 14 | JPN 5   | VAL 11  |         |        |        | 10  | 73  |
| 2014 | Moto3  | KTM        | QAT 12  | AME 2   | ARG 1   | SPA 1   | FRA DNF | ITA 1   | CAT 5   | NED 18  | DUI DNF | INP 2   | TSJ 11 | GBR 16  | SMR 11  | ARA 1   | JPN 7  | AUS DNF | MAL DNF | VAL 14  |        |        | 5   | 176 |
| 2015 | Moto3  | KTM        | QAT DNF | AME 8   | ARG 8   | SPA 6   | FRA 1   | ITA 3   | CAT 8   | NED 5   | DUI 4   | INP 4   | TSJ 6  | GBR 12  | SMR 4   | ARA 3   | JPN 28 | AUS 6   | MAL 5   | VAL DNF |        |        | 4   | 176 |
| 2016 | Moto3  | KTM        | QAT 4   | ARG 20  | AME 1   | SPA 7   | FRA 2   | ITA DNF | CAT 4   | NED 4   | DUI 18  | OOS DNS | TSJ    | GBR     | SMR     | ARA     | JPN    | AUS     | MAL     | VAL     |        |        | 10  | 93  |
| 2017 | Moto3  | Honda      | QAT 5   | ARG 7   | AME 1   | SPA 2   | FRA DNF | ITA 13  | CAT 2   | NED 2   | DUI 2   | TSJ 2   | OOS 13 | GBR 7   | SMR 1   | ARA 10  | JPN 1  | AUS 6   | MAL 7   | VAL 4   |        |        | 2   | 248 |
| 2018 | Moto2  | Kalex      | QAT 24  | ARG 19  | AME 16  | SPA DNF | FRA 7   | ITA DNF | CAT DNF | NED DNF | DUI 16  | TSJ DNF | OOS 11 | GBR C   | SMR DSQ | ARA     | THA    | JPN     | AUS     | MAL     | VAL    |        | 21  | 14  |
| 2019 | Moto3  | Honda      | QAT 9   | ARG 16  | AME DNF | SPA DNF | FRA DNF | ITA DNF | CAT 7   | NED 11  | DUI 4   | TSJ 8   | OOS 1  | GBR DNF | SMR DNS | ARA     | THA    | JPN DNF | AUS 12  | MAL 11  | VAL 17 |        | 16  | 76  |
| 2020 | Moto3  | Husqvarna  | QAT 17  | SPA 13  | AND 12  | TSJ 9   | OOS 17  | STI 17  | SMR 8   | EMI 1   | CAT 6   | FRA DNF | ARA 4  | TER 19  | EUR 13  | VAL 12  | POR 20 |         |         |         |        |        | 14  | 77  |
| 2021 | Moto3  | Husqvarna  | QAT 11  | DOH 10  | POR 7   | SPA 2   | FRA 10  | ITA 6   | CAT 11  | DUI 13  | NED 3   | STI 3   | OOS 5  | GBR 1   | ARA 14  | SMR DNF | AME 12 | EMI 7   | ALG 7   | VAL 12  |        |        | 5   | 160 |
| 2022 | Moto2  | Boscoscuro | QAT 15  | INA 19  | ARG 18  | AME 15  | POR 11  | SPA DNF | FRA     | ITA     | CAT     | DUI     | NED    | GBR     | OOS     | SMR     | ARA    | JPN     | THA     | AUS     | MAL    | VAL    | 27  | 7   |
| 2023 | Moto3  | Honda      | POR 19  | ARG 13  | AME 16  | SPA 11  | FRA 19  | ITA 17  | DUI 18  | NED 8   | GBR 10  | OOS 18  | CAT 14 | SMR 10  | IND DNS | JPN     | INA    | AUS     | THA     | MAL DNF | QAT 11 | VAL 16 | 20  | 35  |